# Iskra Lawrence
Iskra Arabella Lawrence ( Wolverhampton, 11 de setembro de 1990) é uma modelo inglesa. É colaboradora da revista Self  e foi a editora fundadora da Runway Riot, um site destinado a ser uma alternativa para as mulheres de todas as formas e tamanhos que desejam aprender sobre glamour. Lawrence é modelo e imagem global da Aerie, uma marca de roupas da American Eagle Outfitters. É também uma embaixadora da marca National Eating Disorders Association (NEDA) e criadora do premio NEDA Inspires.

## Antecedentes
Iskra Arabella Lawrence nasceu em 11 de setembro de 1990 em Wolverhampton, Inglaterra e se mudou para Kidderminster, Worcestershire quando tinha apenas 6 semanas de vida.  Lawrence frequentou a Bromsgrove School, destacando-se como uma competidora nacional de natação. Posteriormente, foi aceita no National Youth Theatre aos 15 anos.

## Modelo
Lawrence não permite que nenhuma de suas fotos do Instagram seja retocada para melhorar sua imagem. Sua atuação como modelo se estende desde a American Eagle Outfitters para sua linha de lingerie, a Aerie. Ela também modelou para a marca de lingerie, Adore Me. Trabalhou também como gerente editorial da Runway Riot e é colaboradora da revista Self.
Por seu posicionamento, Lawrence frequentemente desafia body shamers, tendo derrubado um deles no Instagram. Ela não quer ser classificada como uma modelo plus size. Depois de 13 anos de modelo, Lawrence estreou na passarela da Nova York Fashion Week pela  Chromat.
Em 2016 ela foi escolhida como uma das representantes do projeto anual da BBC intitulado "100 Women".